# Miroslav Jurka
Miroslav Jurka (Valašské Meziříčí, 7 de junio de 1987) es un jugador de balonmano checo que juega de extremo derecho en el HC Zubrí. Es internacional con la selección de balonmano de la República Checa.

## Clubes
| Club              | País            | Año         |
| ----------------- | --------------- | ----------- |
| HC Zubrí          | República Checa | ? - 2013    |
| Saint-Raphaël VHB | Francia         | 2013 - 2019 |
| HC Zubrí          | República Checa | 2019 - Act. |